# 2009年の台湾
2009年の台湾では、2009年（民国98年）の台湾（中華民国）に関する出来事について記述する。

## できごと

### 1月
- 1月1日 - 台北市で書初め大会があり、1万2902人が参加[1]。
- 1月11日 - 公共施設の屋内での喫煙が全面的に禁止された[2]。
- 1月17日 - 修正版「大陸部住民の台湾での観光活動に関する許可弁法」が施行された[3]。
- 1月18日 - 「消費券」配布開始。住民約2,300万人が対象。消費券は日本の地域振興券に似た金券で、支給額は一人当たり3,600元（約1万円）。各自治体は、地元での経済効果を期待して、消費券の使用に対して、抽選で自動車、高級住宅、宝石、さらには1年限定の「島主権」などの景品を提供するキャンペーン合戦を展開 [4][5]。
- 1月19日 - 台湾台北地方法院で陳水扁の初公判[6]。
- 1月24日 - 台北市立動物園で、中国大陸から贈られたパンダのお披露目会[7]。
- 1月26日 - 中国大陸から贈られたパンダを一般公開[8]。
- 1月30日 - ヨーヨー・マが台湾を訪問[9]。

### 2月
- 2月5日 - 王貞治が中華民国総統の馬英九から「二等景星勲章」を授与された[10]。
- 2月16日 - 銀行シンジケート団が茂徳科技に対して30億台湾ドルの新規融資を実施することで合意したと明らかにした[11]。
- 2月28日 - 総統の馬英九が高雄市で二・二八事件の追悼式典に出席。中国国民党所属の外省人系総統として初めて事件の責任を認め、謝罪した。式典では、一部出席者が抗議し、会場は騒然となる一幕があった [12]。

### 3月
- 3月21日 - 国道6号全線開通。

### 4月
- 4月6日 - 中華民国政府、前日に実施された北朝鮮のミサイル発射実験について、「東アジアの安定を破壊する行為だ」として非難する声明を発表 [13]。
- 4月13日 - 蔣経国元総統の生誕100年式典、総統府で開催。この日は、旧暦で蔣経国の誕生日にあたる [14]。

### 7月
- 7月4日 - 台北捷運内湖線が開業。
- 7月16日 - 26日 - 高雄市でワールドゲームズ2009が開催された。

### 8月
- 8月7日 - 平成21年台風第8号が上陸し、八八水災が起こった[15]。
- 8月19日 - 台北転運駅の運用が開始された。